# مرکز ملی شماره‌گذاری کالا و خدمات ایران
مرکز ملّی شماره‌گذاری کالا و خدمات ایران در سال ۱۳۷۴ توسط مؤسسه مطالعات و پژوهش‌های بازرگانی تأسیس گردید و به عنوان عضو رسمی سازمان GS1 بین‌الملل و نمایندهٔ این سازمان در ایران پذیرفته شد. این مرکز، خدمات مختلف و گسترده‌ای را سازگار با استانداردها و راهکارهای جهانی در اختیار شرکت‌ها و مؤسسات فعال در کشور قرار می‌دهد و از سال 1385 با معرفی رسمی ایران‌کد، ساختار ملی طبقه‌بندی کالا و خدمات در ایران را اجرایی نمود.

## مأموریت و رسالت مرکز
توسعهٔ سیستم شماره‌گذاری و استفاده از فناوری بارکد، تجارت الکترونیکی در بخش‌های مختلف بازار با لحاظ استانداردهای بین‌المللی و توجه به نیازهای صنایع مختلف از اهم اهداف و مأموریت‌های مرکز ملی شماره‌گذاری کالا و خدمات ایران در بخش GS1 می‌باشد. برای رسیدن به اهداف فوق، اقدامات زیر در دستور کار مرکز قرار گرفته‌است:
- تدوام و گسترش همکاری با مشترکین نظام شماره‌گذاری
- تهیه و تنظیم بروشورهای اطلاعاتی
- شرکت در نمایشگاه‌های تخصصی
- برگزاری سمینارهای عمومی و تخصصی
- همکاری در جهت توسعه کاربری بارکد در سیستم‌های مختلف و بخش‌های صنعت

## ایران‌کد
جستار اصلی (ایران‌کد)
ایران‌کد یا نظام طبقه‌بندی ملّی کالا و خدمات ایران، نظامی است که اطلاعات پایه زنجیره تأمین در حوزه کالاها و خدمات را تحت کنترل درآورده و به عناصر مختلف عرضه می‌کند. در این نظام با استفاده از رویه‌ها، استانداردها و به ویژه ابزار خبره طبقه‌بندی و کدگذاری کالاها و خدمات، زبان مشترک و مفاهیم همسانی در سطح ملی ایجاد شده و کلیه اطلاعات اعتباری کالاها و خدمات از قبیل مراجع عرضه‌کننده، مشخصات فنی، استانداردهای ملی و بین‌المللی و… ثبت، ذخیره، ساماندهی و منتشر می‌گردد.

## صدور بارکد جهانی محصولات
مرکز ملی شماره‌گذاری کالا و خدمات ایران به عنوان تنها نمایندگی رسمی سازمان GS1 بین‌الملل، بارکد جهانی محصولات ( GTIN ) را با پیش‌شمارهٔ کشوری ۶۲۶ صادر می‌نماید. همچنین در حوزه‌های ردیابی و ثبت و ثبت کد مکان (GLN)، این مرکز بر اساس استانداردهای سازمانی جهانی GS1 بین‌المللی، فعالیت می‌نماید.

## قوانین پشتیبان
مرکز ملی شماره‌گذاری کالا و خدمات ایران، به عنوان متولی رسمی صدور شناسنامهٔ الکترونیکی محصولات و خدمات در ایران و نیز نمایندگی رسمی سازمان GS1 بین‌الملل، مورد حمایت قوانین مصوب مجلس شورای اسلامی و دولت جمهوری اسلامی ایران می‌باشد.

### مصوبه‌هایمجلس شورای اسلامی

#### قانون برنامهٔ چهارم توسعه
در متن ماده ۳۳ قانون برنامه چهارم توسعه برای تحقق اهداف «نوسازی و روان‌سازی تجارت، افزایش سهم کشور در تجارت بین‌الملل، توسعه صادرات کالاهای غیرنفتی و خدمات، تقویت توان رقابتی محصولات صادراتی کشور در بازارهای بین‌المللی و به منظور گسترش کاربرد فناوری ارتباطات و اطلاعات در اقتصاد، بازرگانی و تجارت در قالب سند ملّی بازرگانی کشور» برخی از تکالیف دولت، به شرح زیر تعیین شده‌است که به برخی از خدمات و کارکردهای ایران‌کد اشاره دارد:
- به روز کردن پایگاه‌ها و مراکز اطلاع‌رسانی و ارائه خدمات دستگاه مربوط در محیط رایانه‌ای و شبکه‌ای
- انجام مناقصه‌ها، مزایده‌ها و مسابقه‌های خرید و فروش کالا و خدمات و عملّیات مالی-اعتباری در محیط رایانه‌ای و شبکه‌های اطلاع‌رسانی
- ایجاد بازارهای مجازی
- جلوگیری از دوباره‌کاری در طراحی سیستم‌های طبقه‌بندی، انجام فعالیت‌های تدارکاتی و معاملاتی در قالب تجارت الکترونیکی از سال دوم برنامه

تبصره: قوه قضاییه موظف است شعبه یا شعبی از دادگاه‌ها را برای بررسی جرایم الکترونیکی و نیز جرائم مربوط به تجارت الکترونیکی و تجارت سیار، اختصاص دهد.

#### قانونبرنامهٔ پنجم توسعه
در متن ماده ۹۳ برنامه پنجم توسعه، با هدف تنظیم مناسب بازار، افزایش سطح رقابت، ارتقای بهره‌وری شبکه توزیع و شفاف‌سازی فرایند توزیع کالاها و خدمات، به الزاماتی اشاره شده که در حوزه حمایت و توسعه فعالیت‌های ایران‌کد قرار می‌گیرد:
واحدهای پخش کالا در سراسر کشور را ساماندهی کرده و نحوه عرضه کالاهایی را که فهرست آن‌ها را سالانه وزارت بازرگانی مشخص می‌کند به واحدهای خرده‌فروشی، تنها به ساز و کاری که وزارت بازرگانی تعریف می‌کند محدود نماید. واحدهای موضوع این بند مکلف به رعایت قانون نظام صنفی و سازوکارهای ابلاغی دولت بوده و متخلفین مشمول ماده ۶۱ قانون نظام صنفی می‌شوند.
توسعه نظام ملّی طبقه‌بندی و خدمات شناسه کالا و خدمات ایران (ایران‌کد) به منظور ایجاد نظام منسجم و یک‌پارچه برای تبادل اطلاعات مربوط به کالاها و خدمات، و مکلف کردن کلیه عرضه‌کنندگان کالا و خدمات به اخذ و روزآمد کردن این کد و موظف کردن دستگاه‌های اجرایی ذی‌ربط به استفاده از آن.

### مصوبه‌های دولت

#### برنامهٔ جامعه توسعهٔ تجارت الکترونیکی
هیئت وزیران در سال ۱۳۸۴ بنا به پیشنهاد وزارت بازرگانی و در اجرای قانون تجارت الکترونیکی و ماده ۳۴ قانون چهارم توسعه اقتصادی، اجتماعی و فرهنگی، برنامه جامع تجارت الکترونیکی را تصویب کرد. در این برنامه به برخی از تکالیف وزارت بازرگانی برای تحقق اهداف این برنامه اشاره شده که در حوزه فعالیت‌های ایران‌کد قرار می‌گیرد. متن مواد ۱۱، ۲۸ و ۴۰ این برنامه به این موضوع اختصاص یافته که در زیر، آورده شده‌است:
- ماده ۱۱: وزارت بازرگانی مکلف است استانداردهای موضوع بند ط ماده ۳۳ قانون برنامهٔ چهارم توسعه اقتصادی، اجتماعی و فرهنگی کشور در حوزه‌های امنیت سیستم‌های کاربردی تجارت الکترونیکی، فرایندهای محیط تجاری، تبادل اسناد، واسط‌های اطلاع‌رسانی، پیغام، کدگذاری کالا و خدمات را تا پایان مهرماه سال ۱۳۸۴ تدوین و ابلاغ کند.
- ماده ۲۸: وزارت بازرگانی مکلف است با همکاری وزارت ارتباطات و فناوری اطلاعات به منظور گردآوری و پردازش سیستم‌های اطلاع‌رسانی کاربردی تجارت الکترونیکی مانند شبکه جامع اطلاع‌رسانی بازرگانی کشور و نقطه تجاری و ارائه خدمات اصلی پشتیبانی تجارت الکترونیکی مانند کتابخانه ملّی، فرایندهای تجاری مشترک و میزبانی پایگاه‌های وب ویژه تجارت الکترونیکی نسبت به ایجاد مرکز داده (Data Center) بخش بازرگانی و تجارت الکترونیکی کشور حداکثر تا پایان شهریور ماه سال ۱۳۸۵ اقدام کند.
- ماده ۴۰: وزارت بازرگانی مکلف است در چارچوب استانداردهای تجارت الکترونیکی، پرتال اصناف را تا پایان شهریور سال ۱۳۸۵ راه‌اندازی کند و شبکه بازرگانی کشور را از طریق یک‌پارچه‌سازی فعالیت‌های اطلاع‌رسانی و گسترش بازارهای داد و ستد الکترونیکی مبتنی بر فناوری خدمات شبکه نوسازی کند.

#### مصوبه ستاد پشتیبانی برنامهٔ تنظیم بازار
مصوبه ستاد پشتیبانی برنامه تنظیم بازار مورخ ۲۸/۰۲/۱۳۷۴، طبق این مصوبه کلیه شرکت‌های تولیدی موظفند طبق آیین‌نامه تنظیمی وزارت بازرگانی (وزارت صنعت، معدن و تجارت کنونی) برای کالاهای تولیدی خود شماره ملی کالا را دریافت کرده و آن را بر روی کالای خود درج کنند.

#### مصوبه ایجاد و توسعه نظام ملی طبقه‌بندی و خدمات شناسه کالا و الزام همکاری سازمانها و نهادها
مصوبه ایجاد و توسعه نظام ملی طبقه‌بندی و خدمات شناسه کالا و الزام همکاری سازمان‌ها و نهادها، مورخ ۱۸/۰۹/۱۳۸۵. این وزارتخانه موظف است نسبت به ایجاد و توسعه نظام ملی طبقه‌بندی و خدمات شناسه کالا و خدمات (شامل تأمین و توسعه بستر اطلاعاتی زنجیره تأمین ملی کالا، استانداردها، روش‌ها، ابزار و دستورالعمل‌های طبقه‌بندی و کدگذاری کالا جهت دستیابی به زبان مشترک ملی کالا و اطلاعات پایگاه مرکزی داده‌ها و نیز تأمین ساز و کار لازم برای طبقه‌بندی و کدگذاری خدمات برای رسیدن به درگاه (پورتال) اطلاع‌رسانی ملی کالا و خدمات، اقدام نماید.

#### آئین‌نامه اجرایی نظام ملی طبقه‌بندی و خدمات شناسه کالا و خدمات
آئین‌نامه اجرایی نظام ملی طبقه‌بندی و خدمات شناسه کالا و خدمات مورخ ۱۱/۰۲/۱۳۸۶. به موجب این آیین‌نامه از ابتدای سال ۱۳۸۸ تمامی دستگاه‌های دولتی موظف شدند در خریدهای بزرگ و متوسط خود، تنها کالاهایی را خریداری نمایند که دارای کد ملی ثبت شده در پرتال ملی اطلاع‌رسانی باشند.

#### آئین‌نامه نظام توزیع کالاها و خدمات و صدور مجوزها
آئین‌نامه نظام توزیع کالاها و خدمات و صدور مجوزها، مورخ ۰۹/۱۱/۱۳۸۷. طی این آیین‌نامه صدور انواع مجوز یا پروانه و ارائه خدمات دولتی برای واحدهای تولیدی منوط به عضویت در ایران‌کد شد و نیز شرکت‌های پخش موظف شدند فقط کالاهای دارای ایران‌کد را توزیع کنند. همچنین وزارت امور اقتصادی و دارایی مکلف شد در نظام مالیاتی از ایران‌کد به عنوان سیستم پایه شناسایی کالا بهره بگیرد.

#### مصوبه تطبیق فرایند کاری دستگاه‌های اجرایی با استانداردهای اطلاعاتیایران‌کد
مصوبه تطبیق فرایند کاری دستگاه‌های اجرایی با استانداردهای اطلاعاتی ایران‌کد مورخ ۱۵/۱۰/۱۳۸۸. به موجب این مصوبه دستگاه‌های اجرایی موظف شدند فرایندهای کاری خود را با استانداردهای اطلاعاتی ایران‌کد هماهنگ سازند و در صورت ضرورت لوایح اعتبارات لازم را در بودجه سنواتی پیش‌بینی کنند.

#### دیگر قوانین و مصوبه‌های دولتی
- اعلام معافیت ۱۰ درصدی در هزینه کارمزد ثبت سفارش برای بازرگانان، مورخ ۲۲/۰۷/۱۳۸۷.[۴]
- تمدید معافیت ۱۰ درصدی در هزینه کارمزد ثبت سفارش ۰۹/۱۰/۱۳۸۸.[۵]
- مصوبه الزام دستگاه‌های دولتی به خریدهای بزرگ و متوسط با قید ایران کد مورخ ۰۲/۰۴/۱۳۸۸.
- تمدید الزام دستگاه‌های دولتی به خریدهای بزرگ و متوسط با ایران کد از ابتدای ۱۳۸۹، مورخ ۰۳/۰۵/۱۳۸۹.
- مصوبه کارگروه کنترل بازار در خصوص الزامی‌کردن درج ایران‌کد برای کلیه کالاهای وارداتی مورخ ۲۵/۰۸/۱۳۸۹.
- تمدید معافیت ۱۰ درصدی در هزینه کارمزد ثبت سفارش مورخ ۱۸/۰۳/۱۳۹۰.[۶]